# Libeliška Gora
Libeliška Gora je naselje v Občini Dravograd.